# Government Chief Whip
Das Amt der oder des Government Chief Whip (irisch Príomh-Aoire an Rialtais) wird von einem Staatsminister (junior minister) beim Taoiseach bekleidet. Die Amtsinhaberin oder der Amtsinhaber nimmt organisatorische Aufgaben für den Taoiseach wahr. Der Government Chief Whip ist protokollarisch allen übrigen Staatsministern übergeordnet. Der Government Chief Whip nimmt an den Kabinettssitzungen der irischen Regierung teil, hat aber kein Stimmrecht und ist auch nicht Teil der Regierung.

## Geschichte
Das Amt wurde 1922 als Parlamentssekretär beim Präsidenten des Exekutivrats (Parliamentary secretary to the President of the Executive Council) geschaffen. Mit der Verfassung von 1937 für Irland wurde das Amt dem Taoiseach im Range eines parlamentarischen Staatssekretärs zugeordnet. 1978 wurde das Amt in den Rang eines Staatsministers beim Taoiseach erhoben.

## Aufgaben
Die wesentliche Aufgabe des Government Chief Whip ist die Steuerung der Gesetzgebung der Regierung in Zusammenarbeit mit dem Parlament. Darüber hinaus organisiert der Government Chief Whip die Regierungsgeschäfte mit den Ministerien und dem Attorney General of Ireland. Dem Gesetzgebungsausschuss sitzt der Government Chief Whip vor.
Schließlich organisiert der Government Chief Whip den Inneren Dienst im Leinster House, d. h. die Ausstattung der Räumlichkeiten, den haustechnischen Dienst und die übrigen Dienstleistungen.

## Bisherige Government Chief Whips
| Parlamentssekretär beim Präsidenten des Exekutivrats von 1922 bis 1937 |                    |                    |        |                     |                                                                                          |
| Name                                                                   | Amtszeit           | Amtszeit           | Partei | Partei              | Exekutivrat                                                                              |
| Daniel McCarthy                                                        | 6. Dezember 1922   | 31. März 1924      |        | Cumann na nGaedheal | Regierung W. T. Cosgrave II \| Regierung W. T. Cosgrave III                              |
| James Dolan                                                            | 19. Juni 1924      | 24. Juni 1927      |        | Cumann na nGaedheal | Regierung W. T. Cosgrave III                                                             |
| Eamonn Duggan                                                          | 24. Juni 1927      | 9. März 1932       |        | Cumann na nGaedheal | Regierung W. T. Cosgrave IV \| Regierung W. T. Cosgrave V \| Regierung W. T. Cosgrave VI |
| Gerald Boland                                                          | 9. März 1932       | 7. Februar 1933    |        | Fianna Fáil         | Regierung De Valera III                                                                  |
| Patrick Little                                                         | 8. Februar 1933    | 29. Dezember 1937  |        | Fianna Fáil         | Regierung De Valera IV \| Regierung De Valera V                                          |
| Parlamentarischer Staatssekretär beim Taoiseach von 1937 bis 1977      |                    |                    |        |                     |                                                                                          |
| Name                                                                   | Amtszeit           | Amtszeit           | Partei | Partei              | Government                                                                               |
| Patrick Little                                                         | 29. Dezember 1937  | 26. September 1939 |        | Fianna Fáil         | Regierung De Valera VI \| Regierung De Valera VII                                        |
| Paddy Smith                                                            | 27. September 1939 | 2. Juli 1943       |        | Fianna Fáil         | Regierung De Valera VII                                                                  |
| Eamon Kissane                                                          | 2. Juli 1943       | 18. Februar 1948   |        | Fianna Fáil         | Regierung De Valera VIII \| Regierung De Valera IX                                       |
| Liam Cosgrave                                                          | 18. Februar 1948   | 13. Juni 1951      |        | Fine Gael           | Regierung Costello I                                                                     |
| Donnchadh Ó Briain                                                     | 13. Juni 1951      | 2. Juni 1954       |        | Fianna Fáil         | Regierung De Valera X                                                                    |
| Denis J. O’Sullivan                                                    | 2. Juni 1954       | 20. März 1957      |        | Fine Gael           | Regierung Costello II                                                                    |
| Donnchadh Ó Briain                                                     | 20. März 1957      | 11. Oktober 1961   |        | Fianna Fáil         | Regierung De Valera XI \| Regierung Lemass I                                             |
| Joseph Brennan                                                         | 11. Oktober 1961   | 21. April 1965     |        | Fianna Fáil         | Regierung Lemass II                                                                      |
| Michael Carty                                                          | 21. April 1965     | 2. Juli 1969       |        | Fianna Fáil         | Regierung Lemass III \| Regierung Lynch I                                                |
| Desmond O’Malley                                                       | 2. Juli 1969       | 7. Mai 1970        |        | Fianna Fáil         | Regierung Lynch II                                                                       |
| David Andrews                                                          | 8. Mai 1970        | 14. März 1973      |        | Fianna Fáil         | Regierung Lynch II                                                                       |
| John M. Kelly                                                          | 14. März 1973      | 20. Mai 1977       |        | Fine Gael           | Regierung Liam Cosgrave                                                                  |
| Patrick Lalor                                                          | 5. Juli 1977       | 1. Januar 1978     |        | Fianna Fáil         | Regierung Lynch III                                                                      |
| Staatsminister beim Taoiseach von 1978 bis heute                       |                    |                    |        |                     |                                                                                          |
| Name                                                                   | Amtszeit           | Amtszeit           | Partei | Partei              | Regierung                                                                                |
| Patrick Lalor                                                          | 1. Januar 1978     | 1. Juli 1979       |        | Fianna Fáil         | Regierung Lynch III                                                                      |
| Michael Woods                                                          | 1. Juli 1979       | 11. Dezember 1979  |        | Fianna Fáil         | Regierung Lynch III                                                                      |
| Seán Moore                                                             | 13. Dezember 1979  | 30. Juni 1981      |        | Fianna Fáil         | Regierung Haughey I                                                                      |
| Gerry L’Estrange                                                       | 30. Juni 1981      | 11. November 1981  |        | Fine Gael           | Regierung FitzGerald I                                                                   |
| Fergus O’Brien                                                         | 11. November 1981  | 9. März 1982       |        | Fine Gael           | Regierung FitzGerald I                                                                   |
| Bertie Ahern                                                           | 9. März 1982       | 14. Dezember 1982  |        | Fianna Fáil         | Regierung Haughey II                                                                     |
| Seán Barrett                                                           | 14. Dezember 1982  | 13. Februar 1986   |        | Fine Gael           | Regierung FitzGerald II                                                                  |
| Fergus O’Brien                                                         | 13. Februar 1986   | 10. März 1987      |        | Fine Gael           | Regierung FitzGerald II                                                                  |
| Vincent Brady                                                          | 10. März 1987      | 14. November 1991  |        | Fianna Fáil         | Regierung Haughey III \| Regierung Haughey IV                                            |
| Dermot Ahern                                                           | 15. November 1991  | 11. Februar 1992   |        | Fianna Fáil         | Regierung Haughey IV                                                                     |
| Noel Dempsey                                                           | 11. Februar 1992   | 15. Dezember 1994  |        | Fianna Fáil         | Regierung Reynolds I \| Regierung Reynolds II                                            |
| Seán Barrett                                                           | 15. Dezember 1994  | 23. Mai 1995       |        | Fine Gael           | Regierung Bruton                                                                         |
| Jim Higgins                                                            | 24. Mai 1995       | 26. Juni 1997      |        | Fine Gael           | Regierung Bruton                                                                         |
| Séamus Brennan                                                         | 26. Juni 1997      | 6. Juni 2002       |        | Fianna Fáil         | Regierung Ahern I                                                                        |
| Mary Hanafin                                                           | 6. Juni 2002       | 29. September 2004 |        | Fianna Fáil         | Regierung Ahern II                                                                       |
| Tom Kitt                                                               | 29. September 2004 | 7. Mai 2008        |        | Fianna Fáil         | Regierung Ahern II \| Regierung Ahern III                                                |
| Pat Carey                                                              | 7. Mai 2008        | 23. März 2010      |        | Fianna Fáil         | Regierung Cowen                                                                          |
| John Curran                                                            | 23 March 2010      | 9 March 2011       |        | Fianna Fáil         | Regierung Cowen                                                                          |
| Paul Kehoe                                                             | 9. März 2011       | 6. Mai 2016        |        | Fine Gael           | Regierung Kenny I                                                                        |
| Regina Doherty                                                         | 6. Mai 2016        | 14. Juni 2017      |        | Fine Gael           | Regierung Kenny II                                                                       |
| Joe McHugh                                                             | 14. Juni 2017      | 16. Oktober 2018   |        | Fine Gael           | Regierung Varadkar I                                                                     |
| Seán Kyne                                                              | 16. Oktober 2018   | 27. Juni 2020      |        | Fine Gael           | Regierung Varadkar I                                                                     |
| Dara Calleary                                                          | 27. Juni 2020      | 15. Juli 2020      |        | Fianna Fáil         | Regierung Martin I                                                                       |
| Jack Chambers                                                          | 15. Juli 2020      | 17. Dezember 2022  |        | Fianna Fáil         | Regierung Martin I                                                                       |
| Hildegarde Naughton                                                    | 17. Dezember 2022  | 22. Januar 2025    |        | Fine Gael           | Regierung Varadkar II \| Regierung Harris                                                |
| Mary Butler                                                            | 23. Januar 2025    | Im Amt             |        | Fianna Fáil         | Regierung Martin II                                                                      |